# Дмитриев, Олег Михайлович
Олег Дмитриев (1 июля 1937, Омск — 9 декабря 1993, Москва) — русский советский поэт и переводчик. Переводил поэзию народов СССР. Член Союза писателей СССР (1963). Заслуженный работник культуры Бурятской АССР.

## Биография
Окончил факультет журналистики МГУ (1959). Работал в отделах поэзии журнала «Юность» и «Литературной газеты». Первая книга вышла в коллективном сборнике «Общежитие» в 1962. Первая отдельная книга «Арбатские сибиряки» — в 1965. Затем выходили поэтические сборники «Белый час рассвета» (1973), «Птицы над городом» (1984), «Есть и проза и стихи» (1988), «Избранное» (1987) и другие. Стихи печатались в журналах «Знамя» (1985, № 1), «Новый мир» (1985, № 7; 1987, № 11).
Руководил литературным семинаром IX Всесоюзного совещания молодых писателей (1989). Выступал в прессе как публицист, автор юмористических рассказов и двух книг для детей. Входил в состав редколлегии советского ежегодника «День поэзии».
Член Союза писателей СССР (1963).

## Награды и звания
- орден «Знак Почёта» (16.11.1984)
- медаль «За трудовое отличие» (28.10.1967)
- Заслуженный работник культуры Бурятской АССР.